# Gunnar Ahlström (konstnär)
Gunnar Karl Gustaf Ahlström, född 23 september 1910 i Stockholm, död 22 mars 2001 i Bankeryds församling, var en svensk konstnär.
Ahlström studerade konst vid ABF:s målarskola och privata studier för olika konstnärer samt under studieresor till Gdansk, Riga och Leningrad. Hans konst består av marinmålningar, strandmotiv, landskap och porträtt samt akvareller. Gunnar Ahlström är begravd på Bankeryds kyrkogård.